# Hagnagora clustimena
Hagnagora clustimena es una especie de polilla de la familia de las geométridas. Habita en México, Panamá, Honduras y Costa Rica.
Las polillas adultas son en promedio más pequeñas que las Hagnagora croceitincta y ligeramente más grandes que las Hagnagora mirandahenrichae. La mancha transversal blanca de las alas delanteras se extiende hasta el borde del costado.